# Onde monochromatique
Cet article concerne les ondes. Pour la vision des couleurs, voir monochromatisme.
Une onde monochromatique, ou onde harmonique, est une onde qui peut être décrite par une fonction sinusoïdale du temps. Sa densité spectrale d'énergie ne présente qu'une seule fréquence, qu'une seule longueur d'onde. On parle également d'onde sinusoïdale, et, s'il s'agit d'une onde électromagnétique,  d'onde monoénergétique,.
L'étude des ondes sinusoïdales a une grande importance dans les divers domaines d'étude des ondes et de leur propagation du fait de la simplicité de l'approche mathématique et parce qu'une onde quelconque peut être décomposée en une somme d'ondes sinusoïdales par l'analyse harmonique. 
Le terme monochromatique vient du domaine de l'optique : dans le cas d'un rayonnement électromagnétique monochromatique du domaine visible, on parle de couleur pure. Le terme harmonique vient du domaine de l'acoustique : dans le cas d'une onde de pression acoustique sinusoïdale, on parle d'un son pur ; un son périodique est caractérisé par ses harmoniques. Par extension, ces termes sont également utilisés dans les domaines de l'électricité et de la mécanique.
En pratique, il n'existe pas d'onde parfaitement monochromatique, ne serait-ce que du fait qu'aucune source n'émet jamais de façon permanente : il y a toujours une dispersion autour de la fréquence ou de la longueur d'onde centrale du rayonnement. Aussi peut-on au mieux mesurer, produire, utiliser des ondes quasi-monochromatiques : leurs spectres n'occupent qu'une bande très étroite de fréquence (Dic. Phys.).

## Modélisation analytique

### Vibration sinusoïdale
Une vibration harmonique est la variation {\displaystyle \psi } d'une grandeur physique autour d'une valeur moyenne suivant une fonction sinusoïdale du temps. Cette notion est particulièrement adaptée pour l'étude des oscillateurs mécaniques (pour lesquels il n'y a pas de propagation) et des circuits électriques (pour lesquels la propagation est considérée instantanée compte tenu des dimensions du circuit et des fréquences mises en jeu). On peut écrire :
{\displaystyle \psi (t)=A\cdot \cos(\omega t+\phi )}.
- {\displaystyle A} est l'amplitude et correspond à la valeur maximale prise par {\displaystyle \psi },
- {\displaystyle \omega } est la pulsation en radian par seconde (rad s−1),
- {\displaystyle \phi } est le retard de phase en radian.

La pulsation est liée à la fréquence {\displaystyle f} ou à la période temporelle {\displaystyle T} par : {\displaystyle \omega =2\pi f={\frac {2\pi }{T}}}.
La représentation complexe, également nommée représentation analytique, peut souvent simplifier les calculs. Selon les conventions utilisées on note :
- soit {\displaystyle {\underline {\psi }}(t)=A\cdot \mathrm {e} ^{j(\omega t+\phi )}=A\cdot \mathrm {e} ^{j\phi }\cdot \mathrm {e} ^{j\omega t}},
- soit  {\displaystyle {\underline {\psi }}(t)=A\cdot \mathrm {e} ^{-j(\omega t+\phi )}=A\cdot \mathrm {e} ^{-j\phi }\cdot \mathrm {e} ^{-j\omega t}}.

Dans tous les cas : {\displaystyle \psi (t)=\mathrm {Re} ({\underline {\psi }}(t))}.

### Onde progressive sinusoïdale
Dans le cas d'une onde sinusoïdale progressive, la vibration se propage à la vitesse {\displaystyle c}, on peut écrire :  
{\displaystyle \psi ({\vec {r}},t)=A({\vec {r}})\cdot \cos(\omega t-{\vec {k}}\cdot {\vec {r}}+\varphi )}.
- {\displaystyle {\vec {r}}} est le vecteur position du point étudié.
- L'amplitude {\displaystyle A({\vec {r}})} dépend de la position du fait d'une atténuation, d'une directivité de la source, etc.
- {\displaystyle \varphi } est la phase à l'origine (pour {\displaystyle t} et {\displaystyle x} nuls).
- Le vecteur {\displaystyle {\vec {k}}} est le vecteur d'onde. Sa norme {\displaystyle k} est appelée nombre d'onde et s'exprime en rad m−1 ; elle est liée à la longueur d'onde (période spatiale) par : {\displaystyle k=\|{\vec {k}}\|={\frac {2\pi }{\lambda }}}.

La célérité (vitesse de propagation) de l'onde permet de relier les grandeur temporelles et spatiales entre elles :
{\displaystyle c={\frac {\lambda }{T}}={\frac {\omega }{k}}}.

### Onde stationnaire sinusoïdale
Une onde stationnaire harmonique est la conséquence de l'interférence d'au moins deux ondes progressives harmoniques. C'est une vibration harmonique particulière. Ce type de phénomène est particulièrement étudié en mécanique, en acoustique ou dans le domaine des transmissions. 
{\displaystyle \psi _{1}(x,t)=A\cos(\omega t-kx)}
{\displaystyle \psi _{2}(x,t)=A\cos(\omega t+kx)}
{\displaystyle \psi (x,t)=\psi _{1}(x,t)+\psi _{2}(x,t)=2A\cdot \cos {(\omega t)}\cdot \cos(kx)}

Illustration.

La grandeur physique vibre sinusoïdalement en chaque point à la pulsation {\displaystyle \omega }. Son amplitude dépend de sa position : des nœuds et des ventres se forment.

### Vibration quasi-sinusoïdale
On peut considérer une vibration ou une onde comme quasi-sinusoïdale si sa densité spectrale de puissance occupe une bande très étroite de fréquences.
{\displaystyle {\begin{cases}{\underline {\psi }}(t)=A\cdot \mathrm {e} ^{j\phi _{0}}\cdot \mathrm {e} ^{j.2\pi .f_{0}.t}\ {\text{si}}\ t\in \left[0;\tau \right]\\{\underline {\psi }}(t)=0\ {\text{sinon}}\end{cases}}}

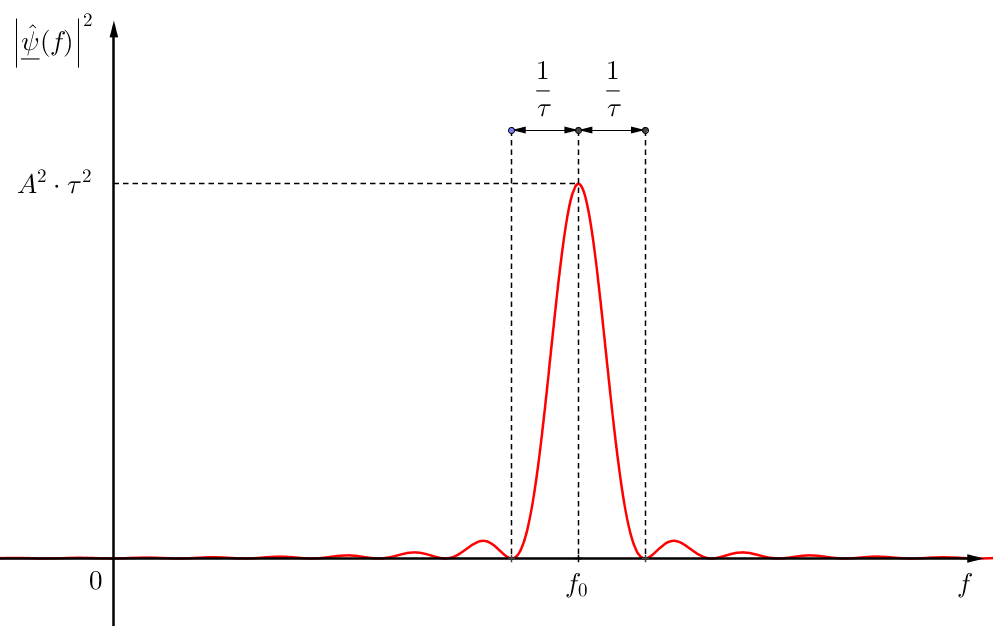
Répartition spectrale de l'énergie.

Il faut déterminer sa transformée de Fourier : 
{\displaystyle {\underline {\hat {\psi }}}(f)=\int _{-\infty }^{+\infty }{\underline {\psi }}(t)\cdot \mathrm {e} ^{-j.2\pi .f.t}\cdot \mathrm {d} t},
pour connaître sa densité spectrale d'énergie :
{\displaystyle \left|{\underline {\hat {\psi }}}(f)\right|^{2}=\tau ^{2}\cdot A^{2}\cdot \left({\frac {\sin(\pi .(f-f_{0}).\tau )}{\pi .(f-f_{0}).\tau }}\right)^{2}}
On peut considérer la vibration comme quasi monochromatique si {\displaystyle {\frac {1}{\tau }}\ll f_{0}} c'est-à-dire, {\displaystyle T_{0}} étant la période du signal sinusïdal, si {\displaystyle \tau \gg T_{0}}

## Domaines d'application

### Optique
L'optique s'intéresse à la propagation des ondes électromagnétiques. Dans ce cadre, une onde monochromatique désigne une onde électromagnétique dont le champ électrique et le champ magnétique varient selon une fonction sinusoïdale du temps. Cette dénomination peut être aussi bien utilisée pour les rayonnements du domaine visible que des domaines invisibles, notamment infrarouge et ultraviolet. 
Dans le domaine de la photométrie et de la colorimétrie, qui se limitent à la partie visible du spectre électromagnétique, une couleur pure ou spectrale, est la sensation produite sur le système visuel humain par une onde électromagnétique monochromatique du domaine visible. Ces couleurs sont celles que l'on observe lors de la dispersion de la lumière par un prisme ou un réseau de diffraction dans une chambre noire, et aussi, lavées de blanc, dans un  arc-en-ciel. Pour obtenir expérimentalement des ondes quasi-monochromatiques, on utilise généralement un monochromateur.
| Couleur perçue | Couleur perçue | Longueur d'onde {\displaystyle \lambda } dans le vide (nm) | Fréquence {\displaystyle f}(THz) |
| -------------- | -------------- | ---------------------------------------------------------- | -------------------------------- |
| infrarouge     |                | > 780                                                      | < 385                            |
| rouge          |                | 622 - 780                                                  | 482 - 385                        |
| rouge-orangé   |                | 605 – 622                                                  | 482 - 496                        |
| orangé-rouge   |                | 593 – 605                                                  | 496 - 506                        |
| orange         |                | 588 – 593                                                  | 506 - 510                        |
| orangé-jaune   |                | 584 – 588                                                  | 510 - 514                        |
| jaune-orangé   |                | 579 – 584                                                  | 514 - 518                        |
| jaune          |                | 575 - 579                                                  | 518 - 522                        |
| jaune-vert     |                | 573 - 575                                                  | 522 - 524                        |
| vert-jaune     |                | 541 - 573                                                  | 524 - 555                        |
| vert           |                | 510 - 541                                                  | 555 - 588                        |
| vert-bleu      |                | 490 - 510                                                  | 588 - 612                        |
| bleu-vert      |                | 483 - 490                                                  | 612 - 621                        |
| bleu           |                | 478 - 483                                                  | 621 - 628                        |
| bleu-violet    |                | 466 - 478                                                  | 628 - 644                        |
| violet-bleu    |                | 449 - 466                                                  | 644 - 668                        |
| violet         |                | 380 - 449                                                  | 668 - 789                        |
| ultraviolet    |                | < 380                                                      | > 789                            |

Le terme monochromatique ne doit pas être confondu avec celui de monochrome, qui est un terme signifiant qu'une seule couleur, et souvent plus largement un seul champ chromatique est perçu sur l'ensemble d'une surface. Cette couleur ne correspond pas en général à une onde monochromatique.

### Acoustique
Les ondes acoustiques résultent la variation de la pression acoustique due à une source. Un son pur est une variation sinusoïdale de pression acoustique dans le domaine des fréquences audibles.
Dans le cas d'une onde sphérique, {\displaystyle r} étant la distance à la source et {\displaystyle P(1\ \mathrm {m} )} la pression acoustique efficace à 1 m de la source, le champ de pression acoustique est défini par :
{\displaystyle p(r,t)={\frac {P(1\ \mathrm {m} ).{\sqrt {2}}}{r}}\cdot \cos(\omega .t-k.r+\varphi )}.